# Lunds Kammarkör
Lunds Kammarkör är en blandad kör i Lund som leds av dirigent Danny Purtell. Kören grundades år 1983 av Eva Svanholm Bohlin som också ledde kören fram till 2003, varefter Håkan Olsson Reising tog över som körens dirigent. Daniel Åberg var dirigent 2011-2019. Kammarkören har tidigare varit knuten till Kommunala Musikskolan i Lund och till Katedralskolan i Lund, men är idag helt fristående. Repertoaren sträcker sig över alla tidsepoker från renässansen till nutiden. Kören sjunger främst a cappella. Lunds Kammarkör har dock också framfört både Mozarts Requiem och Händels Messias, den senare till exempel år 2009 i London.
Kören har vunnit priser vid internationella körtävlingar i Llangollen, Montreux, Aten, Oskarshamn och Cork och turnerat i Europa, Fjärran Östern och Nordamerika. Bland internationella framträdanden kan nämnas körfestivalen Encuentro Coral Internacional "Ciudad de Torrevieja" i Spanien 2009, samt USA (2006), där kören framträdde vid American Choral Directors Associations konvent i Saint Louis.

## Diskografi
- Nu stige jublets ton (1997)
- La luna asoma
- I Afrodites trädgård (2008)